# Phthiracarus pellucidus
Phthiracarus pellucidus is een mijtensoort uit de familie van de Phthiracaridae. De wetenschappelijke naam van de soort is voor het eerst geldig gepubliceerd in 1966 door Ramsay.